# Jogos Olímpicos de Verão de 1920
Jogos Olímpicos de Verão de 1920 (em francês: Jeux olympiques d'été de 1920; em neerlandês: Olympische Zomerspelen van 1920), oficialmente conhecidos como Jogos da VII Olimpíada, foram os Jogos Olímpicos realizados em Antuérpia, na região da Flandres, na Bélgica, numa homenagem do Comitê Olímpico Internacional ao sofrimento infligido ao povo belga durante a Primeira Guerra Mundial, que inclusive impediu a realização dos Jogos de 1916, anteriormente marcados para Berlim. Atletas de 29 países, num total de 2 561 homens e 65 mulheres, participaram de 24 esportes, num total de 156 eventos. Abertos pelo rei Alberto em 20 de abril, eles duraram até 12 de setembro.
Os Jogos de Antuérpia foram notáveis pelo fato de, neles, ser hasteada, pela primeira vez, a bandeira olímpica (branca com cinco anéis no centro representando os cinco continentes), ter havido uma pioneira revoada de pombos simbolizando a paz e ter sido feito o juramento dos atletas, lido pelo esgrimista e jogador de polo aquático Victor Boin.
Em Antuérpia, o Brasil fez a sua estreia nos Jogos Olímpicos, deixando marcada sua presença ao conquistar três medalhas, uma delas de ouro, no tiro.

## Fatos e destaques

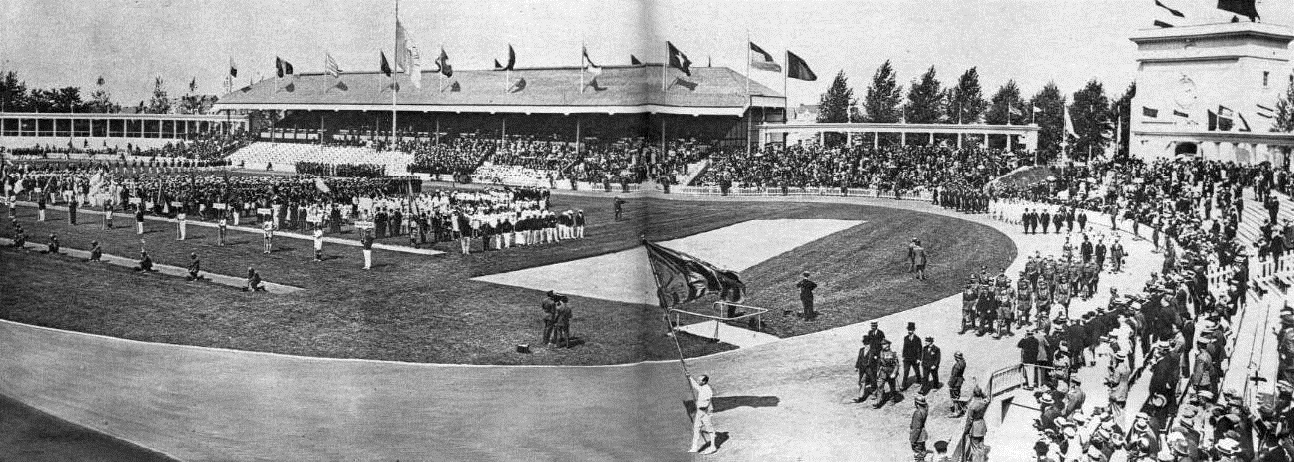
Cerimônia de abertura no Estádio Olímpico de Antuérpia.

- O atirador e oficial do Exército Brasileiro Guilherme Paraense conquistou a primeira medalha de ouro para o Brasil, no tiro, modalidade pistola rápida, na estreia do país nos Jogos. Paraense conseguiu a façanha com uma pistola emprestada de seu adversário norte-americano, pois as levadas pela equipe brasileira foram roubadas durante a viagem de navio até a Bélgica. O Brasil também ganharia mais duas medalhas no tiro: uma de prata com Afrânio da Costa e uma de bronze, por equipes.

- A Alemanha, a Áustria, a Hungria, a Bulgária e a Turquia foram proibidas de participar por sua posição durante a Primeira Guerra Mundial.

- O italiano Nedo Nadi realizou um feito nunca mais igualado nos Jogos ao conquistar cinco medalhas de ouro entre as seis modalidades da esgrima.

- A nadadora norte-americana Ethelda Bleibtrey ganhou três medalhas de ouro nas três provas da natação feminina, quebrando o recorde mundial em todas elas.

- O sueco Oscar Swahn, medalhista de ouro em Londres 1908, ganhou uma medalha de prata por equipes no tiro aos 72 anos e tornou-se o atleta mais velho a ganhar uma medalha olímpica em todos os tempos.

- Estes jogos viram o aparecimento daquele que seria um dos maiores atletas de todos os tempos: o corredor finlandês Paavo Nurmi.

- Pela primeira vez apenas os Comitês Olímpicos Nacionais ficaram responsável pela formação das delegações nacionais e inscrições de atletas e equipes.[1]

## Modalidades disputadas
| - Atletismo - Boxe - Cabo de guerra - Ciclismo - Esgrima - Futebol - Ginástica - Halterofilismo - Hipismo - Hóquei sobre a grama - Hóquei sobre o gelo - Natação | - Patinação artística - Pentatlo moderno - Pólo - Pólo aquático - Remo - Rugby - Saltos ornamentais - Tênis - Tiro - Tiro com arco - Vela - Lutas |

## Países participantes

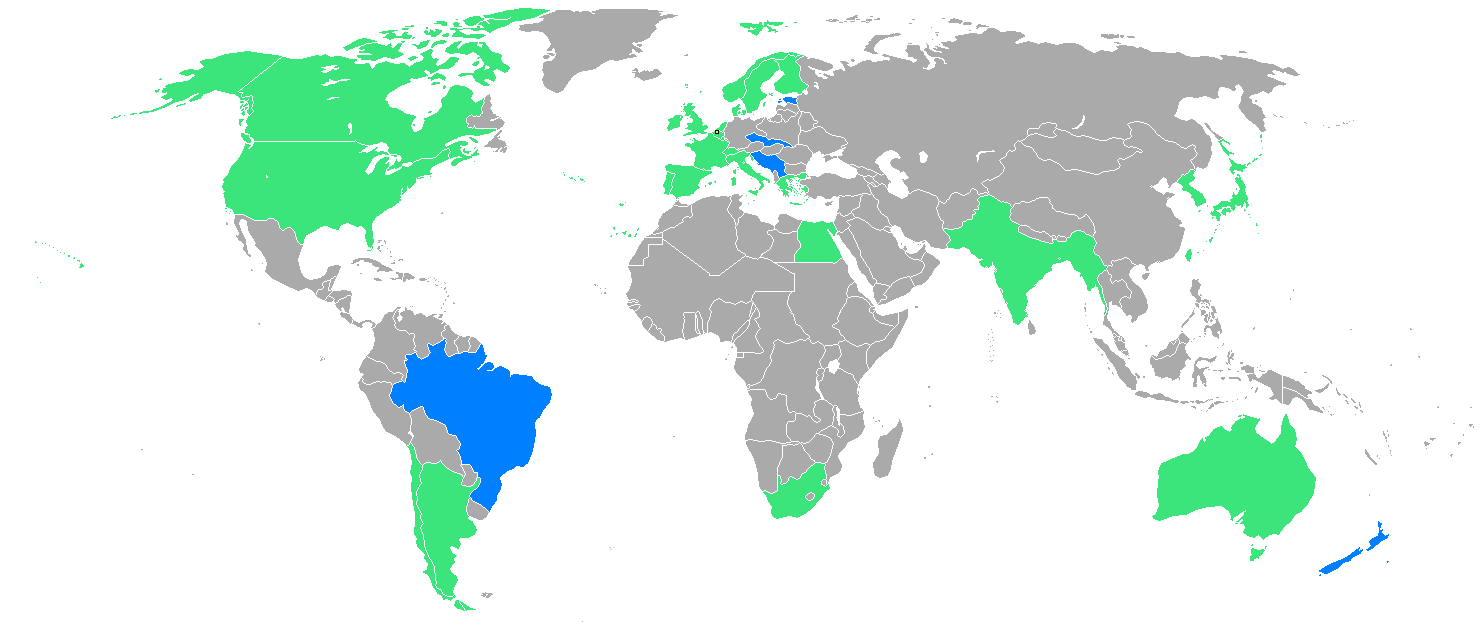
Participantes dos Jogos Olímpicos em 1920, com as nações estreantes em azul

Um total de 29 nações foram representadas em Antuérpia, apenas uma a mais que na edição anterior, em Estocolmo. Brasil, Checoslováquia, Estônia, Iugoslávia e Mônaco participaram pela primeira vez das Olimpíadas, assim como a Nova Zelândia, que pela primeira vez enviou uma equipe própria após competir em conjunto com a Austrália em 1908 e 1912.
Como consequência de seus envolvimentos na Primeira Guerra Mundial, Alemanha, Áustria, Bulgária, Hungria e Turquia (na época Império Otomano) não foram convidadas a participar dos Jogos.
Na lista abaixo, o número entre parênteses indica o número de atletas por cada nação nos Jogos:
- RSA África do Sul (39)
- ARG Argentina (1)
- AUS Austrália (13)
- BEL Bélgica (336)
- BRA Brasil (19)
- CAN Canadá (53)
- TCH Checoslováquia (121)
- CHI Chile (2)
- DEN Dinamarca (154)
- EGY Egito (22)
- ESP Espanha (32)
- USA Estados Unidos (288)
- EST Estônia (14)
- FIN Finlândia (63)
- FRA França (304)
- GBR Grã-Bretanha (235)
- GRE Grécia (57)
- IND Índia (5)
- ITA Itália (174)
- YUG Iugoslávia (15)
- JPN Japão (15)
- LUX Luxemburgo (25)
- MON Mônaco (4)
- NOR Noruega (194)
- NZL Nova Zelândia (4)
- NED Países Baixos (113)
- POR Portugal (13)
- SWE Suécia (260)
- SUI Suíça (77)

## Quadro de medalhas
| Ordem | País               | Medalha de ouro | Medalha de prata | Medalha de bronze |    |  |
| ----- | ------------------ | --------------- | ---------------- | ----------------- | -- |  |
| 1     | USA Estados Unidos | 41              | 27               | 27                | 95 |  |
| 2     | SWE Suécia         | 19              | 20               | 25                | 64 |  |
| 3     | BEL Bélgica        | 16              | 12               | 14                | 42 |  |
| 4     | FIN Finlândia      | 15              | 10               | 9                 | 34 |  |
| 5     | GBR Grã-Bretanha   | 14              | 16               | 13                | 43 |  |
|       |                    |                 |                  |                   |    |  |
| 15    | BRA Brasil         | 1               | 1                | 1                 | 3  |  |